# Qingdao Hainiu FC
El Qingdao Hainiu FC (xinès simplificat: 青岛海牛足球俱乐部, pinyin: Qingdao Sea Bull FC) és un club de futbol professional de la Xina, amb seu a Qingdao, que juga a la Superlliga xinesa. Hainiu significa manatí en xinès.
Va ser fundat com a Shandong Economic and Trade Commission FC el 1990. El club va canviar el seu nom a Qingdao Hainiu i va esdevenir el primer club professional a Qingdao el 31 de desembre del 1993. El 16 de novembre del 2002, després de vèncer al seu últim rival Liaoning Bird 2-0, el club va guanyar el seu primer trofeu important: la Copa FA xinesa l'any 2002. Després de la temporada 2004, el club va ser comprat pel Grup de Qingdao Jonoon, i va canviar a Qingdao Jonoon. Qingdao Jonoon és un dels 12 membres fundadors de la Superlliga xinesa.
Evolució del nom:
- 1990–1993: Shandong Economic and Trade Commission
- 1994–1996: Qingdao Manatee
- 1997–2004: Qingdao Etsong Hainiu
- 2005–2020: Qingdao Jonoon
- 2021–present: Qingdao Hainiu

## Palmarès
- Copa xinesa de futbol:[4]
  - 2002

- Segona Divisió de la Xina:
  - 1994

- Tercera Divisió de la Xina:
  - 1992